# ブルボン種

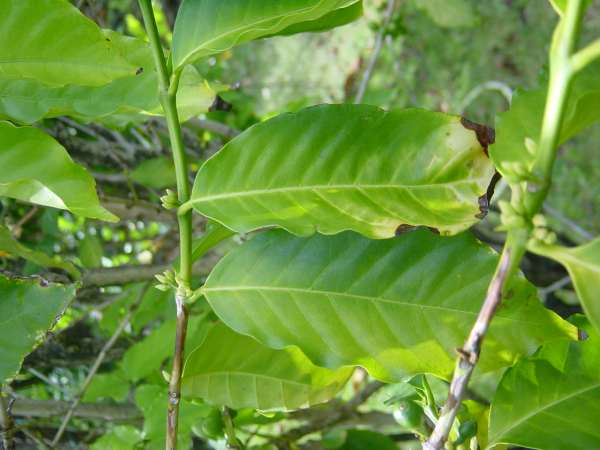
ブルボン種のアラビカコーヒーノキの葉。

ブルボン種（ブルボンしゅ、英語: Bourbon）は、アラビカコーヒーノキの栽培品種である。現在のコーヒーの栽培変種は全てブルボンおよびティピカの2つの種の後継種であり、そのいずれもイエメン原産の原種に近い系統種である。
ブルボンは最初レユニオン島（ブルボン島）で栽培されており、1789年以前はレ・ブルボンとして知られていたが、フランスによってアフリカ本土およびラテンアメリカに移植され、産地は取って代わられた。
ブルボン種はティピカ種と品質は同等であるが、20-30パーセントほど収穫量が多い。ブルボンは商業的に成功が見込める水準の生産性と成長性があるが、病気や害虫への耐性は概して弱い。ブルボンは概ね並から良の品質と評されている。

## 記載
若い葉は緑色か赤褐色であり、成熟した葉はティピカ種に比べて概ね大きい。斜行している2つ目の枝は直交している主茎からおよそ60度の僅かな角度で成長する。ブルボン種の実はティピカ種の実より丸みを帯びている。エチオピア原産種は複数の主茎を持つ傾向にあるが、イエメン原産のブルボン種の系統種は主茎を一つしか持たない傾向にある。